# Ballet Americano
Esta compañía de danza no debe confundirse con el American Ballet Theatre. se realizó en América del Sur y occidental
El Ballet Americano (en inglés: American Ballet) fue la primera compañía de danza profesional fundada por George Balanchine en los Estados Unidos. Para llevarla adelante Balanchine contó con la ayuda de Lincoln Kirstein y de Edward Mortimer Morris Warburg. El primer gerente de la compañía fue Alexander Merovitch. Los bailarines procedían de los alumnos de la School of American Ballet.
La compañía comenzó sus actuaciones en 1936, en el Metropolitan Opera House (en su primer teatro, situado en el cruce de las calles West 39th Street y West 40th de Nueva York, y hoy demolido). Bailaron una coreografía sobre Orfeo ed Euridice y en 1937 una velada con música de Ígor Stravinski.
Balanchine decidió trasladar la compañía a Hollywood en 1938. Luego fue reestructurada y adoptó el nombre de American Ballet Caravan, con la que estuvo de gira por todo el continente americano durante varios años.